# Tmesisternus latifascia
Tmesisternus latifascia là một loài bọ cánh cứng trong họ Cerambycidae.